# Пальмірське царство
Пальмірське царство — сепаратистська держава, утворена під час кризи III ст. на сході Римської імперії. Включала в себе Сирію, Палестину, Фінікію, Аравію, Єгипет, частину Малої Азії та Месопотамії. Керувалася династією Гайранідів.

## Передумови
На рубежі 250–260-х років різко погіршилася ситуація на східних кордонах Римської імперії. Це було пов'язано з тим, що на зміну Парфії утворилося Новоперське царство, яке виявилося для римлян неспокійним сусідом. Його володарі вважали себе спадкоємцями династії Ахеменідів та претендували на азійські володіння цієї давньоіранської династії.
На початку 250-х років перси на чолі з царем Шапуром I завдали римським військам серйозні поразки і зайняли значну частину римських територій. Така ситуація змусила імператора Валеріана вже з самого початку його правління вирушити на Схід для керівництва військовими діями проти персів. Прибуття на східний фронт імператора не  вплинуло на хід подій кардинально. Римляни продовжували зазнавати поразок, перси все глибше просувалися в римські володіння і врешті-решт розбили римлян у битві при Едесі та захопили в полон самого Валеріана у 260 році.

## Утворення царства

### Дії Одената
Успіхи персів у війні з римлянами негативно позначилися на римській торгівлі зі східними сусідами, зокрема, й на економіці Пальміри. Впливові люди міста повинні були визначитися, на чиєму боці — персів або римлян — вони будуть стояти. Пальмірці намагалися вступити в переговори з перським царем. До Шапура з Пальміри вирушило посольство, щоб домовитися про укладення певної угоди. Але перський цар наказав викинути дари пальмірців в річку і заявив, що вимагає від жителів міста безумовного підпорядкування. Після цього пальмірці вирішили зберігати вірність Риму.
Коли Шапур у 260 році з награбованим повертався до Персії, при переправі через Євфрат несподівано був атакований військами, на чолі яких стояв Оденат з роду Гайранідів (екзархів Пальміри). Перси зазнали значних втрат, частина їх військової здобичі і царський гарем дісталися Оденату.
Водночас він підтримав діяльність узурпаторів Макріана Старшого та Макріана Молодшого. 260 року обидва Макріана з частиною своїх військ вирушили на Захід для боротьби з Галлієном і висадилися на Балканському півострові, проте їхня армія була швидко розгромлена, а самі вони загинули. Слідом за цим Оденат за дорученням Галлієна почав військові дії проти Квієта і Калліста Балісти, прихильників Макріанів. Ця війна була нетривалою і закінчилася перемогою пальмірців і загибеллю Квіета і Балісти.
За досягнуті успіхи Галлієн призначив його головнокомандувачем римських військ в східній частині імперії (dux totius Orientis). Це стало провісником утворення Пальмірської держави в середині Римської імперії. Влада Одената розповсюджувалася на Сирію, Кілікію та Палестину. Після цього Оденат розпочав наступ проти персів. Війська Пальміри і залишки римських військ звільнили від персів провінції Азію і Сирію. Оденат перейшов Євфрат, звільнив від перської облоги Едесу, відвоював у персів міста римської Месопотамії — Нізібіс і Карри. У 262 році Оденат дійшов до самої столиці персів — Ктесифона. Міста він не взяв, але спалив його передмістя, завдавши поразки перській армії.
За ці перемоги Галлієн дарував Оденату почесний титул цезаря, проте монети на імператорських дворах в Антіохії та Олександрії Єгипетській продовжували карбувати монети з іменем Галлієна. З цього моменту фактично утворюється Пальмірське царство.
У 267 році Оденат здійснив новий наступ проти персів і знову дійшов до їхньої столиці Ктесифона. Після цього він і його старший син Герод Гайран прийняли титул царя царів (шах-ін-шахів). Держава простягнулася від гір Тавра на півночі до Перської затоки на півдні, охоплюючи провінції Кілікія, Сирія, Месопотамія, Фінікія, Палестина й Аравія.
Того ж року рушив до Малої Азії, яку атакували сарматські племена. Проте в Едесі або Гераклеї Понтійській Одената та його сина було вбито родичем Меонієм. Останній оголосив себе володарем Пальміри, проте невдовзі того було вбито власними вояками.

### Правління Зенобії та Вабаллата
Володарем Пальмірського царства став молодший син Одената — Вабаллат, а регенткою при ньому і фактичною правителькою — удова Одената — Зенобія. Вона взяла курс на розширення володінь за рахунок Римської імперії. Водночас намагалася зберегти захоплені землі у Персії.
Галлієн відправив на Схід військовика Геракліона задля відновлення своєї влади. Ця експедиція закінчилася безуспішно: пальмірці завдали Геракліану поразки, і він був змушений повернутися на Захід. Після цього Зенобія завдала поразки армії арабів-танукідів, що турбували аравійські кордони Пальмірської держави. Галлієн був змушений залишити безкарними дії пальмірців проти Геракліона. Спочатку складна обстановка на Балканському півострові, а потім виступ начальника кінноти Авреоли не дозволили йому розпочати військові дії проти Пальміри.
Новий імператор Клавдій II був зайнятий війнами проти готів, надавши правителям Пальміри право охороняти східні частини імперії. Тобто фактично було підтверджено статус Валлабата та Зенобії на Сході. Після смерті Клавдія II у 270 році, скориставшись слабкістю імператора Квінтілла, армія Пальміри розпочала наступ на сусідні римські провінції. Зенобія зробила деякі кроки до розширення зони свого панування на римському Сході. Скориставшись тим, що префект Єгипту Теганінон Проб залишив провінцію і вів боротьбу з піратами в районі між Критом, Родосом і Кіпром, було захоплено Єгипет. Повернувшись до Єгипту, Проб завдав пальмірцям поразки, витіснив їх з країни, але потім потрапив у пастку і загинув. Єгипет увійшов до складу володінь Вабаллата. В цей же час пальмірці провели наступ і на півночі. У Малій Азії вони зайняли Каппадокію і Галатію, включаючи місто Анкіру. Намагалися вони окупувати і Віфінію, але місцевий гарнізон римських військ відбив їх натиск.
Після встановлення влади імператора Авреліана, Зенобія і Вабаллат не залишили зайняті території в Єгипті та в Малій Азії. Але офіційно вони визнали над собою владу римського імператора. В Антіохії та Олександрії карбувалися монети із зображенням Авреліана на реверсі і портретом Вабаллата на аверсі. Проте Вабаллата було зображено з діадемою і лавровим вінком, а Авреліана лише в лавровому вінку.
У 271 році намітився конфлікт між Авреліаном та володарями Пальміри, коли Валлабат прийняв титул імператора. Після тривалої підготовки римляни рушили проти пальмірців. До Єгипту Авреліан спрямував військо на чолі із майбутнім імператором Пробом. Сам імператор вирішив рухатися на Пальміру через Малу Азію і Сирію. До осені 271 року Проб відвоював Єгипет. Авреліан наприкінці цього ж року залишив Рим. На Дунаї він зібрав армію, в яку входили підрозділи з легіонів Реції, Норіка, Паннонії, Мезії і кіннота з маврів і далматів.
На початку 272 року ці війська переправилися в азійську частину імперії. Пальмірці намагалися чинити опір у битвах при Тіані, Антіохії, Емесі, проте зазнали поразки від римських військ. Після цього Авреліан просунувся до Пальміри і разом з прибулими із Єгипту військами Проба приступив до облоги міста. Коли стало ясно, що падіння Пальміри неминуче, Зенобія і Вабаллат таємно залишили Пальміру і спробували втекти до персів. Але римські кіннотники наздогнали втікачів і захопили їх в полон. 
У 273 році пальмірці повстали, оголосивши Антіоха (родича Зенобії) імператором. Останній намагався досягти угоди з Персією. Авреліан знову рушив проти Пальміри, яка була зрештою захоплена та сплюндрована. Як римську залогу тут залишено Legio I Illyricorum.